# 石鲽
石鲽（学名：Kareius bicoloratus）为輻鰭魚綱鰈形目鰈亞目鲽科石鲽属的鱼类，俗名石江、石板、石夹、二色鲽、石镜。分布于东北达朝鲜、日本到库页岛及千岛群岛以南以及东海西北部到黄渤海等，属于暖温带底层海鱼，棲息深度可達150公尺，體長可達50公分，生活習性不明，可作為食用魚。该物种的模式产地在山东。